# Reichsdeutsche
Reichsdeutsche, traduit littéralement « Allemands du Reich », est un terme archaïque pour désigner les Allemands de souche résidant au sein de l'État allemand fondé en 1871. Dans l'usage contemporain, il faisait référence aux citoyens allemands, le mot signifiant des gens du Reich allemand, c'est-à-dire l'Allemagne impériale ou le Deutsches Reich, qui était le nom officiel de l'Allemagne entre 1871 et 1949. 
Le contraire de Reichsdeutsche est donc, selon le contexte et la période historique, Volksdeutsche (signifiant généralement les citoyens allemands vivant à l'étranger), ou un terme plus spécifique désignant la zone de peuplement, comme les Allemands de la Baltique ou les Allemands de la Volga (Wolgadeutsche).